# NGC 7469
NGC 7469 (również PGC 70348 lub UGC 12332) – galaktyka spiralna z poprzeczką (SBa), znajdująca się w gwiazdozbiorze Pegaza. Została odkryta 12 listopada 1784 roku przez Williama Herschela. Wraz z sąsiednią galaktyką IC 5283 tworzy parę skatalogowaną jako Arp 298 w Atlasie Osobliwych Galaktyk.
NGC 7469 należy do galaktyk Seyferta typu 1. W galaktyce tej zaobserwowano supernowe SN 2000ft i SN 2008ec.